# 하이 앤젤

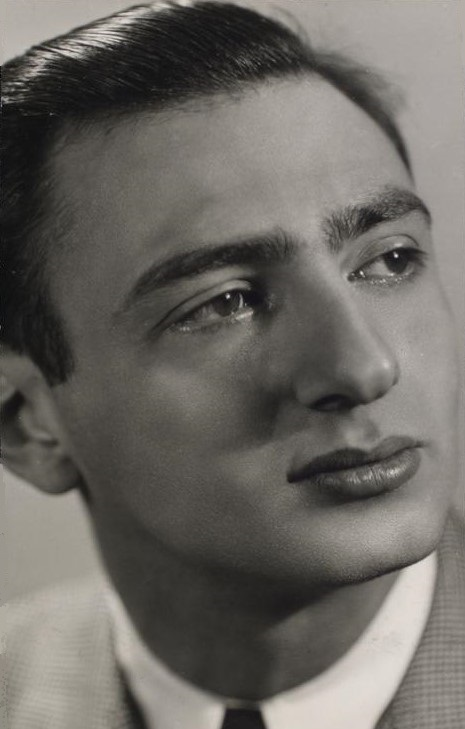

하이 앤젤(Hy Anzell, 1923년 9월 7일 ~ 2003년 8월 23일)은 미국의 포르노 영화, 연극 배우, 텔레비전 배우이다.
뉴욕에서 태어났으며 프레즈노에서 사망하였다.

## 영화
- 스캔들 (1998, Legalese)
- 해리 파괴하기 (1997년)
- 황혼의 로맨스 (1993년)
- 크로싱 (1992년)
- 죽음의 총성 (1989년)
- 레이디 스카페이스 (1988년)
- 라디오 데이즈 (1987년)
- 엉겅퀴 꽃 (1987년)
- 애니 홀 (1977년)
- 파티 걸 (1958년)
- 제시 제임스 스토리 (1957년)
- 세븐 리틀 포이스 (1955년)